# Octahémioctaèdre
En géométrie, l'octahémioctaèdre est un polyèdre uniforme non convexe, indexé sous le nom U3.
Les 12 sommets et les 24 arêtes, le long desquelles se trouvent les 8 faces triangulaires, coïncident avec[pas clair] le cuboctaèdre convexe.